# Боровина (Болгарія)
Бо́ровина (болг. Боровина) — село в Смолянській області Болгарії. Входить до складу общини Мадан.

## Населення
За даними перепису населення 2011 року у селі проживали 392 особи.
Національний склад населення села:
| Національність   | Кількість осіб | Відсоток |
| ---------------- | -------------- | -------- |
| болгари          | 221            | 93,6%    |
| інша             | 14             | 5,9%     |
| Всього відповіли | 236            |          |

Розподіл населення за віком у 2011 році:
Динаміка населення: